# Hulda Crooksová
Hulda Crooksová (nepřechýleně Crooks; 19. května 1896 – 23. listopadu 1997) byla americká horolezkyně.
Pocházela z kanadských Severozápadních teritorií (z oblasti, která později připadla současné provincii Saskatchewan) a měla sedmnáct sourozenců. Roku 1923 se usadila v kalifornském městě Loma Linda. Byla označována jako „Grandma Whitney“ (tedy „babička Whitney“) – a to z důvodu, že během 66. (1962) a 91. (1987) roku věku vystoupila celkem třiadvacetkrát na 4421 metrů vysokou horu Mount Whitney v Kalifornii (jde o nejvyšší horu USA při nezapočítání Aljašky). Ve svých dvaasedmdesáti na její vrchol vystoupila dvakrát během dvou týdnů. Ve stejném období rovněž vystoupila na 97 jiných vrcholů. V roce 1990 po ní byla pojmenována hora Crooks Peak, do té doby zvaná Day Needle, která se nachází ve stejné oblasti jako Mount Whitney. Rovněž je po ní pojmenován park ve městě Loma Linda, v němž dlouhodobě žila. Dne 24. července 1987 vystoupila na 3776 metrů vysokou horu Fudži, nejvyšší vrchol Japonska. Výstup podnikla ve svých 91 letech a stala se tak vůbec nejstarší osobou, která výstup dokončila. Zemřela ve věku 101 let v Loma Linda. Byla autorkou knihy Conquering Lifes Mountains.